# Семянувка (станция)
Семянувка (пол. Siemianówka) — товарно-пассажирская станция в селе Семянувка в гмине Наревка, в Подляском воеводстве Польши. Имеет 1 платформу и 1 путь.
Станция положенная на товарно-пассажирской линии в Седльце, кроме того здесь начинается грузовая линия с шириной русской колеи, которая ведёт к белорусско-польской границе. На станции расположен железнодорожный пограничный перевалочный переход Семянувка-Свислочь.